# NGC 4796
NGC 4796 é uma galáxia  localizada na direcção da constelação de Virgo. Possui uma declinação de +08° 04' 01" e uma ascensão recta de 12 horas, 55 minutos e 04,6 segundos.
A galáxia NGC 4796 foi descoberta em 25 de Março de 1865 por Albert Marth.